# Veit Bach
Veit Bach (ca. 1550 – Wechmar, 8 maart 1619) was in muzikaal opzicht de voorvader van de wijdvertakte Duitse muziekfamilie Bach, met als beroemdste nazaat Johann Sebastian Bach. Veit werd waarschijnlijk in of nabij Pressburg (de huidige Slowaakse hoofdstad Bratislava) geboren en werd molenaarsgezel. Tijdens de Schmalkaldische Oorlog week hij uit naar Hongarije; destijds omvatte dat land ook delen van wat nu Oostenrijk respectievelijk Slowakije is. 
In verband met de contrareformatie vluchtte Veit Bach (die protestant was) vervolgens naar het in Thüringen gelegen Wechmar. Daar was hij werkzaam als molenaar, en ook als bakker (een toentertijd voor de hand liggende combinatie). Volgens aantekeningen van zijn achter-achterkleinzoon Johann Sebastian Bach bespeelde hij als tijdverdrijf de cythringen, een soort luit.
Veit Bach had een broer, Caspar Bach (ca. 1570 – 1642), die stedelijk fluitspeler was in Gotha en Arnstadt. 
Van Veits twee zoons heette de oudste Johannes Bach (ca. 1580 – 1626); deze was musicus en tapijtmaker in Wechmar. De jongste zoon was Philippus ("Lips") Bach (1590 – 1620).
Het huis waar Veit Bach woonde, is tegenwoordig het museum Bach-Stammhaus.

## Stamboom
- Veit of Vitus Bach (±1550-1619) - molenaar in Wechmar
  - Johannes (Hans) Bach (±1580-1626) - musicus, tapijtbewerker in Gotha en Wechmar
    - Johannes (II) Bach (1604-1673) - stadsmusicus, organist, componist in Sühl, Schweinfurt, Erfurt
      - Johann Christian (I) Bach (1640-1682) - stadsmusicus (dirigent) in Erfurt en Eisenach
      - Johann Aegidus Bach (1645-1716) - organist, stadsmusicus (dirigent) in Erfurt
        - Johann Bernhard (I) Bach (1676-1749) - organist en hofmusicus in Eisenach
          -  Johann Ernst (II) Bach (1722-1777) - organist in Eisenach, hofkapelmeester te Weimar

        -  Johann Christoph (IV) Bach (1685-1740) - stadsmusicus (dirigent) in Eisenach 

      -  Johann Nicolaus (I) Bach (1653-1673) - gambespeler, stadsmusicus (dirigent) in Erfurt

    - Christoph Bach (1613-1661) - stadsmusicus en hofmusicus in Erfurt en Arnstadt en te Weimar
      - Georg Christoph Bach (1642-1697) - cantor, componist in Themar, Schweinfurt
        -  Johann Valentin Bach (1669-1720) - stadsmusicus en Obertürmer in Schweinfurt
          - Johann Lorenz Bach (1695-1773) - organist en cantor in Lahm/Itzgrund
          -  Johann Elias Bach (1705-1755) - cantor in Schweinfurt, privésecretaris van Johann Sebastian Bach

      - Johann Christoph (II) Bach (1645-1693) - stadsmusicus, hofmusicus in Erfurt, Arnstadt
        - Johann Ernst (I) Bach (1683-1739) - organist in Arnstadt
        -  Johann Christoph (V) Bach (1689-1740) - organist en leraar in Keula en Blankenhain

      -  Johann Ambrosius Bach (1645-1695) - stadsmusicus (dirigent), hofmusicus in Erfurt, Eisenach
        - Johann Christoph (III) Bach (1671-1721) - organist in Ohrdruf
          -  Johann Bernhard (II) Bach (1700-1743) - organist in Ohrdruf 

        - Johann Jacob (II) Bach (1681-1722) - hofmusicus in Stockholm
        -  Johann Sebastian Bach (1685-1750) - hofmusicus, organist, kapelmeester, cantor en componist te Weimar, Arnstadt, Mühlhausen, Köthen en Leipzig 
 x 1707 Maria Barbara Bach (1684-1720) 
 x 1721 Anna Magdalena Wilcke(n) (1701-1760) 
          - Wilhelm Friedemann Bach (1710-1784) - organist, componist in Dresden en Halle     
          - Carl Philipp Emanuel Bach (1714-1788) - klavecinist, componist, cantor in Frankfurt a/d Oder, Berlijn en Hamburg
          - Johann Gottfried Bernhard Bach (1715-1739) - organist in Mühlhausen
          - Gottfried Heinrich Bach (1724-1763) - organist, klavecinist in Leipzig
          - Johann Christoph Friedrich Bach (1732-1795) - klavecinist, componist in Bückeburg
            -  Wilhelm Friedrich Ernst Bach (1759-1845) - kapelmeester in Berlijn, wordt beschouwd als de laatste "muzikale Bach"

          -  Johann Christian (II) Bach (1735-1782) - klavecinist, organist, componist in Berlijn, Milaan en Londen     

    -  Heinrich Bach (1615-1692) - stadsmusicus, organist, componist in Schweinfurt, Erfurt, Arnstadt
      - Johann Christoph (I) Bach (1642-1703) - organist, hofmusicus, componist in Arnstadt en Eisenach
        - Johann Nicolaus (II) Bach (1669-1753) - organist en instrumentenmaker in Jena
        -  Johann Friedrich Bach (1682-1730) - organist in Mühlhausen

      - Johann Michael Bach (1648-1694) - organist, componist en stadsschrijver in Arnstadt, Gehren
        -  Maria Barbara Bach (1684-1720), eerste vrouw van Johann Sebastian Bach

      -  Johann Günther Bach (1653-1683) - organist, instrumentenbouwer in Arnstadt

  -  Philippus Bach (±1590-1620)
    -  Wendel Bach (1619-?)
      -  Johann Jacob (I) Bach (1655-1718) - cantor in Rula
        - Johann Ludwig Bach (1677-1731) - hofkapelmeester en organist in Meiningen
          - Samuel Anton Bach (1713-1781) - hoforganist in Meiningen
          -  Gottlieb Friedrich Bach (1714-1785) - hoforganist en Kabinettmaler in Meiningen

        -  Nicolaus Ephraim Bach (1690-1760) - hofmusicus in Meiningen, organist in Gandersheim